# Emil Szafrański
Emil Szafrański (ur. 4 lutego 1928 we Francji, zm. 27 września 2021 w Jedlinie Zdroju) – jeden z pionierów pétanque w Polsce, a za życia najstarszy aktywny, polski zawodnik tej dyscypliny sportu.

## Życiorys
Szafrański pochodził z rodziny, która w latach dwudziestych XX wieku wyjechała w celach zarobkowych do Francji. Po II wojnie światowej wrócił z rodzicami do Polski, na ziemie odzyskane. Petankę uprawiał blisko siedemdziesiąt lat.
Był członkiem klubu KSP Jedlina-Zdrój.

## Sukcesy
W roku 2009 podczas pierwszego dnia Międzynarodowego Festiwalu Pétanque w Jedlinie-Zdroju w finale turnieju tripletów drużyna "Seniorzy Jedlina" w składzie: Emil Szafrański, Edmund Łukaszewski, Gabriel Kaźmierczak pokonała drużynę reprezentacji Polski. Mecz zakończył się wynikiem 15:13.
W roku 2010 "Seniorzy Jedlina" na zawodach we Wrocławiu zdobyli Puchar Polski tripletów.